# Filthy Lucre
«Filthy Lucre» — это девятый эпизод сериала Californication канала Showtime, который был сначала показан в Северной Америке 8 октября 2007 года. Длительность эпизода — 29 минут.

## Сюжет
Билл и Хэнк прилетают в Лос-Анджелес одним рейсом: Хэнк с похорон, Билл после месячной командировки. Так как у Хэнка несравненно меньше багажа, то он выходит раньше и обнимает Карен. Когда Карен начинает миловаться с Биллом, Хэнк собирается уезжать на такси, но Билл уговаривает его ехать вместе.
Утро Ранклов: Чарли ведёт переговоры, а Марси погружена в чтение. На предложение Чарли о совместном вечере, она отвечает, что пойдёт в книжный клуб.
В доме Билла у бассейна перед Мией репетирует группа Бекки Kill Jill. Карен, Хэнк и Билл пританцовывают. Карен хочет услышать их на свадьбе, но Билл за струнный квартет. Карен подвозит Хэнка домой, он пристаёт к ней и говорит, что кое-что написал, из-за чего не уезжал из Нью-Йорка. Он хочет чтобы она прочитала рукопись, и, несмотря на отказы, всучивает её Карен. Разбирая почту в своей неприбранной квартире Хэнк находит чек от UTK, которые он получил благодаря Чарли за фильм «Эта шальная штучка любовь». Чарли советует Хэнку купить новую машину, или хотя бы помыть старую, так как она пропиталась женскими выделениями. Однако Хэнк уже купил кольцо для Карен, что вызывает опасения его друга и агента, который однако сильно обрадовался новости о новом романе.
После визита к Чарли Хэнк видит, что его кабриолет превратили в мусорку и написали «Помой меня». Видя напротив салон Porshe он решает послушаться Чарли. Дилера он встречает фразой «Изыди, Сатана!», а потом называет прелестной кровосоской. Хэнк называет машину фаллоимитатором на колёсах, но берёт новый чёрный кабриолет на тестовую поездку. В пробке слева от них стоит феррари с ругающейся парочкой, и Хэнк не может остаться в стороне, вступаясь за девушку и делая ей комплименты. Под впечатлением этого продавец предлагает Хэнк секс за продажу машины, на что он соглашается в ближайшем переулке.
Хэнк приезжает к Бекке, но Карен ещё даже не начинала читать роман. Бекка не в большом восторге от новой машины — она утверждает, что прошлая клёво пахла. В магазине гитар Хэнк предлагает Бекке выбрать любую, но она хочет помочь гитаристу с маленькой дочкой, который пришёл продавать свою. Он утверждал, что на Ebay может продать её за 10 000 $, но он согласен на 1 000. Хэнк платит 13 500 — всё что у него осталось с обналички чека.
Карен читает поэзию Буковски. Они расходятся с Биллом в видении своей будущей свадьбы: Карен за шумные эксперименты, Билл за торжественную консервативность. Карен хочет признаться в измене, но Билл перебивает её. Приходит Мия и видит рукопись Хэнка и под шумок уносит её к себе. Билл привёз для Карен фотографию вида из окна её общежития в Нью-Йорке.
Радостный Чарли приходит домой пораньше с бутылкой шампанского. Однако Марси не разделяет его энтузиазм. В гостях оказывается Дэни. Чарли увольняет её, но та отвечает, что это невозможно, и вероятно, она сама может стать агентом. Дэни всё рассказала Марси, и та решила «отрываться и трахать всех подряд».
Бекка и Хэнк возвращаются в дом Билла затемно, и видят Карен сидящую над романом (где-то за её спиной бродит Билл). После ухода Бекки она говорит, что не может и не будет читать рукопись. Она уходит в слезах, а Хэнк тушит сигарету о титульник.
На пустынном перекрёстке к машине Хэнка подходит девушка с собачкой, которая спрашивает «Эй, не подскажите, как пройти на сорок пятую?» (от района Венис до ближайших домов по 45-й стрит порядка 15 километров), Хэнк начинает объяснять, но тут к нему подбегает латиноамериканец и выкидывает его из новой машины. Вместе с угонщиками уехала единственная, с точки зрения Хэнка, копия романа. Однако на последних кадрах видно, что Мия сделала себе ксерокопию и начала читать (под ксерокопией на тумбочке у неё три книги Хэнка).

## Приглашённые звёзды
- Бриджит Бако — продавец автосалона Порше
- Ронни Джин Блевинс (англ. Ronnie Gene Blevins) — сотрудник гитарного магазина
- Джонни Д’Агостино англ. Johnny D'Agostino — рокер с дочерью
- Лу Фусаро англ. Lou Fusaro — водитель феррари
- Сара Уэллс англ. Sara Wells — девушка в ферарри
- Луис Монкада — угонщик
- Алисия Сикстос англ. Alicia Sixtos — девушка-угонщица
- Джонатан Карр англ. Jonathan Carr — член группы Бекки
- Джори Глик — член группы Бекки
- Малес Трайфон — член группы Бекки
- Шира Крейтенберг — член группы Бекки
- Адам Палли — молодой голливудский парень
- Андре Алексен англ. Andre Alexsen — дилер в автосалоне

## Культурные ссылки
- Хэнк Муди называет Билла Бильбо Бэггинс — это один из главных героев книги «Властелин колец».
- Чарли предлагает Марси посмотреть вечером серию сериала C.S.I.: Место преступления Майами. Сценарий для 22 эпизодов данного сериала, как и сценарий этого эпизода Блудливой Калифорнии написала Илди Модрович
- Бекка поет песню «Surender» американской группы Cheap Trick.
- Supertramp — британская поп-рок-группа.
- Дэн Фогельберг[англ.] — американский певец, поэт, композитор и мультиинструменталист.
- Муди снова вспоминает Опру Уинфри
- Чарли Ранкл сказал, что после раскрутки люди не смогут понять, «дерьмо это или душераздирающее творение ошеломляющего гения» («if it’s a piece of shit or a heartbreaking work of staggering genius»), на что Хэнк ответил: «Есть разница?». «Душераздирающее творение ошеломляющего гения» (A Heartbreaking Work of Staggering Genius) — название книги американского писателя Дэйва Эггерса. Эта книга в 2001 году была номинирована на Пулитцеровскую премию. Книга вызвала много критики.
- Адрес офиса Ранкла: 8484 Wilshire Blvd, Beverly Hills, CA 90211, там находится агентство All Star Access, Inc, являющееся прообразом UTK, через перекрёсток по адресу 8425 Wilshire Boulevard, Beverly Hills, CA 90211 находится салон Porshe (Beverly Hills Porsche), где отоваривался Хэнк[1].
- Дэвид Духовны уже в третий раз занимается сексом в кино с Бриджит Бако. Ранее он это делал в фильме 1992 года Дневники Красной Туфельки и в одноименном сериале от Showtime.
- В разговоре с Хэнком Карен назвала своих любимых писателей: Вирджиния Вулф, Мартин Эмис и Чарльз Буковски. Далее видно, как она читает книгу Чарльза Буковски «Sifting Through the Madness for the Word, The Line, The Way: New Poems».
- По мнению Билла ничто не заставляет людей плакать так, как песня Вана Моррисона «Brown eyed girl».
- Марси и Дэни смотрели фильм Связь сестёр Вачовски, где также есть любовная лесбийская линия
- Кит Ричардс (Keith Richards) — гитарист группы The Rolling Stones.
- У Мии на тумбочке три книги Хэнка Муди.
- Джон Бон Джови — музыкант, основатель группы Bon Jovi
- eBay — американский интернет-аукцион
- Хэнк говорит Карен «Слова все, что мне осталось сыграть с», цитируя Гумберта Гумберта, главного героя романа Лолита Владимира Набокова. Кроме того, когда его попросили описать свою новую повесть, он называет это «современный ответ на Лолиту». Затем он говорит Бекки должна надела лучшее платье, более тонкий намёк на роман.

## Музыка
- Foo Fighters — «The Pretender»
- Cheap Trick — «Surrender[англ.]»
- The Black Angels — «Black Grease»
- The Heavy — «That Kind of Man»